# Friedrich Stählin
Friedrich Stählin (* 8. April 1874 in Nördlingen; † 22. Juni 1936 in Erlangen) war ein deutscher Klassischer Philologe und Gymnasiallehrer.

## Leben und Wirken
Stählin stammte aus einer alten Pfarrers- und Gelehrtenfamilie. Sein Großvater war der Pfarrer und Lehrer Martin Stählin (1781–1855), sein Vater der Pfarrer Leonhard Stählin (1835–1907), seine Mutter Julie geb. Burger (1843–1888).
Nach der Reifeprüfung in Bayreuth (1893) studierte Stählin Evangelische Theologie, später Klassische Philologie in Erlangen, Berlin und München. Er wurde während seines Studiums 1893 Mitglied der christlichen Studentenverbindung Uttenruthia Erlangen. 1896 legte er die Staatsprüfung für das höhere Lehramt ab, 1900 wurde er bei Adolf Römer zum Dr. phil. promoviert.
Nach dem Studium unterrichtete Stählin an verschiedenen Gymnasien in Hersbruck, München, Augsburg und Nürnberg. Neben dem Schuldienst setzte er seine wissenschaftliche Arbeit fort. Stipendien des bayerischen Staats ermöglichten ihm von 1903 bis 1905 ausgedehnte Forschungsreisen nach Griechenland, Kleinasien und Italien. Neben der griechischen und lateinischen Literatur beschäftigte er sich zunehmend mit der Topografie Griechenlands. Er trat auch mit zahlreichen Fachkollegen in Kontakt. Für die von Wilhelm Kroll herausgegebene Realenzyklopädie der klassischen Altertumswissenschaft (RE) verfasste er etwa ab 1909 zahlreiche topografische Artikel.
Während seines Einsatzes im Ersten Weltkrieg geriet Stählin in französische Kriegsgefangenschaft, aus der er 1920 entlassen wurde. Er ging als Studienrat (1922 Oberstudienrat) nach Erlangen, 1923 an das Alte Gymnasium in Nürnberg, wo er 1927 zum Direktor befördert wurde. Für seine wissenschaftliche Arbeit erfuhr er weithin Anerkennung: 1928 wurde er zum ordentlichen Mitglied des Deutschen Archäologischen Instituts gewählt, 1931 erhielt er die Silbermedaille „Bene Merenti“ der Bayerischen Akademie der Wissenschaften.
Die Stadt Volos in Thessalien verlieh Stählin 1934 die Ehrenbürgerschaft. Im selben Jahr erlitt Stählin einen Verkehrsunfall, von dessen Folgen er sich nicht mehr erholte. 1935 wurde er vorzeitig pensioniert. Am 22. Juni 1936 starb er im Alter von 62 Jahren.
Friedrich Stählin war seit 1909 mit Lina Gollwitzer (1880–1965) verheiratet. Das Paar hatte zwei Söhne und drei Töchter, darunter Hedwig Stählin, die später den Geistlichen Hermann Dietzfelbinger heiratete.

## Schriften (Auswahl)
- Die Stellung der Poesie in der platonischen Philosophie. München 1901 (Dissertation, Erlangen 1900)
- Religion und Bibelkritik. Ulm 1914
- Pharsalos. Topographische und geschichtliche Untersuchungen über die Hauptstadt der Phthiotis. Nürnberg 1914 (Schulprogramm)
- Lamia. Topographische und geschichtliche Untersuchungen über die Hauptstadt der Malier. Erlangen 1921 (Schulprogramm)
- Das hellenische Thessalien. Stuttgart 1924. Nachdruck Amsterdam 1967
  - Italienische Übersetzung, 2001
  - Griechische Übersetzung, Thessaloniki 2002
- Einleitung in die griechische Tragödie. Nürnberg 1933. 2. Auflage, besorgt von Karl Rupprecht, Bamberg 1953. 3. Auflage, besorgt von Karl Rupprecht, Bamberg 1961
- Pagasai und Demetrias. Berlin 1934
- Der vorgeschichtliche Ringwall auf der Houbirg bei Nürnberg. Nürnberg 1935